# Bataille de Wandiwash
Guerre de Sept Ans
Batailles
- Chandernagor (1757)
- Plassey (1757)
- Gondelour (1758)
- Négapatam (navale) (1758)
- Condore (1758)
- Madras (1758)
- Pondichéry (navale) (1759)
- Masulipatam (1759)
- Chinsurah (1759)
- Wandiwash (1760)
- Pondichéry (1760-1761)

La bataille de Wandiwash est une bataille décisive en Inde durant de la Guerre de Sept Ans.

## Déroulement
L'armée française, conduite par le comte de Lally, affaiblie par un manque de soutien naval et financier, tenta de récupérer le fort de Vandavasi près de Pondichéry. Elle fut attaquée par les forces britanniques menées par Sir Eyre Coote et subit une défaite décisive. Le contingent français du général Bussy-Castelnau fut contraint à se retrancher à Pondichéry, pour finalement se rendre le 16 janvier 1761. 